# Kotoura-san
Kotoura-san (琴浦さん Kotoura-san?) es un anime producido por AIC Classic, emitido desde el 10 de enero de 2013 hasta el 28 de marzo de 2013. Es la adaptación del manga del mismo nombre "Kotoura-san" de Enokids.

## Argumento
Haruka Kotoura es una estudiante de preparatoria que ha sufrido un severo trauma de pequeña, debido a su impresionante habilidad psíquica, desagradable para quienes no la comprenden, con la que lee la mente de todos los demás sin controlarlo, causando que la detesten por conocer lo que los demás piensan. Leyendo hasta la mente de sus padres, su madre muy harta por no encontrar una razón o cura para el "mal espiritual de su hija" cae en el alcoholismo; tras esto la inocencia de Haruka acelera el quiebre de su familia al leer la mente y exponer a sus padres y desenmascarar que ambos eran infieles y se divorcian, por lo cual ella es abandonada con su abuelo.
De la misma forma, en su colegio esto la hace ser odiada por sus compañeros y profesores, quienes la aíslan y maltratan, por lo que debe vivir cada día con el desdén por la gente, al transferirse a otra preparatoria conoce a Yoshihisa Manabe, Daichi Muroto, Yuriko Mifune y Hiyori Moritani, con los que podrá convivir como ella siempre lo quiso.

## Personajes
Haruka Kotoura (琴浦 春香 Kotoura Haruka?)
Seiyū: Hisako Kanemoto
Haruka Kotoura es una estudiante de preparatoria proveniente de una familia rica que nació con la habilidad psíquica de leer la mente de las demás personas, pero sin la capacidad de controlarlo, por lo que constantemente oye a todo aquél que esta a su alcance. Durante su infancia, dado que no comprendía su situación especial, solía herir a sus seres queridos al revelar sus más íntimos secretos de manera imprudente al no diferenciar sus pensamientos y sus palabras, siendo esta la principal razón por la cual llegó a ser odiada e incluso tratada como monstruo por sus compañeros de clase, amigos e incluso por sus propios padres, quienes la abandonaron, quedando al cuidado únicamente de su abuelo materno y del monje del santuario del pueblo. A raíz de todo esto, Kotoura adquirió un trauma que la llevó a alejar a todas las personas que la rodean a fin de no herir a nadie, ni de resultar herida nunca más, por lo cual desarrollo una apariencia fría, desconfiada, odiosa y prepotente por fuera; pero que en realidad en el interior es una chica extremadamente dulce, inocente, amable y considerada con todo el mundo.
Resignada y decidida a vivir en completa soledad, decide transferirse de escuela donde nadie la conozca, pero incluso allí la persigue su pasado. Durante su primer día de clase, mientras se dirige a ocupar su nuevo puesto en el salón de clases conoce a Yoshihisa Manabe, quien ocupa el puesto al lado del suyo y queda impresionada al leer su mente, pues es un chico poco usual, llegando a captar la atención de este singular chico, los días de soledad de Kotoura están a punto de terminar.
Yoshihisa Manabe (真鍋 義久 Manabe Yoshihisa?)
Seiyū: Jun Fukushima
Yoshihisa Manabe es un chico torpe pero de buen corazón que se hace amigo de Kotoura al ver la soledad que la acompaña, a pesar de su apariencia y actitud es muy fuerte y hábil en las peleas. El primer día de clases llama la atención de Kotoura ya que mientras los demás pensaban lo extraña que era, él la ignoraba y prefería imaginar un alien de caucho bailando en el viejo oeste; tras conocerla despierta su atención por lo que decide no separarse de ella hasta demostrar que no le interesa ni desagrada su poder, ya que en él han despertado sentimientos por ella. A menudo fantasea con Haruka, principalmente en situaciones eróticas con la intención de burlarse de ella, avergonzarla y así sacar la verdadera personalidad de Kotoura a la superficie.
Manabe suele preocuparse profunda y sinceramente por el bienestar de Kotoura, lo que lo lleva a desarrollar posteriormente fuertes sentimientos románticos hacia ella, siendo esta la razón por la cual busca la manera de estar junto a Kotoura en todo momento del día, no solo para cuidarla y protegerla sino para apoyarla también. Los sentimientos de Manabe hacia Kotoura son tan fuertes que él no duda ni por un instante darle más prioridad a su relación con ella que con Moritani, su amiga de la infancia y en declarar abiertamente frente a todos que está enamorado de ella.
Yuriko Mifune (御舟 百合子 Mifune Yuriko?)
Seiyū: Kana Hanazawa
Yuriko Mifune es la presidenta del club escolar ESP (Extra Sensorial Perception, Percepción extrasensorial). La madre de Yuriko era una famosa clarividente (similar a Haruka) quien a menudo ayudaba en las investigaciones policiales, sin embargo, era constantemente acusada por los medios de ser una farsante, lo que la hundió en la desesperación llevándola al suicidio, causando gran dolor a la familia, especialmente a Yuriko, quien encontró su cadáver ahorcado y en la actualidad se niega a creer que fue un suicidio, debido principalmente a la fe que ella tenía en su madre. Desde entonces Yuriko se ha obsesionado con probar la existencia de los poderes psíquicos por medio del club escolar ESP y así limpiar el nombre de su madre.
Un día ella conoce a Kotoura y finalmente encuentra una oportunidad para cumplir su meta, por lo que decide manipularla para revelar la existencia del ESP, sin embargo Kotoura se gana su aprecio de manera espontánea y tras ver que sus actos llevan a la joven a sufrir abusos similares a los que vivió su madre decide protegerla y se hace su amiga de forma genuina. Siempre está acompañada de Daichi, a quien conociera siendo pequeña y que aprecia ya que nunca ha dudado de los poderes de su madre. Tiene fuertes sentimientos románticos hacia él, pero Daichi se desentiende de ellos y no presta atención a sus insinuaciones, aunque siempre está atento a ella.
Daichi Muroto (室戸 大智 Muroto Daichi?)
Seiyū: Hiro Shimono
Daichi Muroto es el vicepresidente del club ESP. A pesar de ser de muy baja estatura llegando a ser confundido con un alumno de primaria, tiene en realidad la misma edad que Yuriko, es su compañero de clase y amigo de infancia. Daichi es muy inteligente y perspicaz, lo que le lleva siempre a ser el primero en ver detrás de los planes de Yuriko; a pesar de que suele llevarle la corriente constantemente cuestiona sus acciones, pues es el único que conoce su verdadera personalidad y todo lo que ha debido vivir, al final resulta ser su apoyo más preciado.
Aunque muchas veces finge no entender o ignorar las insinuaciones de Yuriko, en realidad siente un enorme cariño por ella, lo que le lleva a exponerse a serios riesgos con tal de protegerla y apoyarla. Suele tener una apariencia distraída y despreocupada y en muchas ocasiones no se sabe a ciencia cierta cuando bromea y cuando habla en serio ya que sus expresiones son engañosas.
Hiyori Moritani (森谷 ヒヨリ Moritani Hiyori?)
Seiyū: Yurika Kubo
Hiyori Moritani a menudo apodada Moriya, es una compañera de clase de Manabe y Haruka, una chica fuerte ya que practica karate en el dojo de su familia. Moritani está profundamente enamorada de Manabe hace años, razón por la cual inicialmente su comportamiento hacia Kotoura fue abusivo, llegando a atacarla deliberadamente pues no le agradaba su cercanía con el muchacho ya que desde su perspectiva Kotoura se lo había robado a ella, a pesar de que Manabe desde hacía mucho y en repetidas ocasiones había dejado en claro que no tenía interés por ella y no aceptaba sus propuestas, es por ello que sometió a Kotoura a abusos y humillaciones y tras ser encarada por Manabe envió discípulos de su Dojo a que lo golpearan en venganza acusándolo de acosarla.
Luego de experimentar un profundo remordimiento por sus acciones, al involucrar a Manabe, ella decide disculparse con Kotoura y descubre que la personalidad de ella es realmente agradable por lo que se hace su amiga, al mismo tiempo decide unirse al Club de Investigación ESP, con la finalidad de estar más cerca de su amiga y su amado Manabe. De las tres chicas del club ESP, es la única que no sabe cocinar, al punto que su comida tiene un aspecto tóxico y produce locura temporal a quien la coma. Tras hacerse amiga de Kotoura y miembro del club sigue enamorada de Manabe, pero aun así su único objetivo es ayudar a su amiga a consolidar su relación con el muchacho y protegerla.
Zenzou Kotoura (琴浦 善三 Kotoura Zenzō?)
Seiyū: Tomomichi Nishimura
Zenzou Kotoura es el abuelo materno de Kotoura, aparentemente es un empresario multimillonario retirado, siendo quien cuidó de Haruka después que su hija Kumiko la abandonara en su casa, actualmente es el tutor legal de su nieta y la única familia cercana que posee. Zenzuo es un poco pervertido, teniendo constantemente pensamientos sucios sobre su parentesco con Haruka, pese a esto es un abuelo amoroso y considerado, quien está dispuesto a apoyar a su nieta en todo, Zenzuo tiene una personalidad muy similar a la de Manabe. Aunque tiene una enorme fortuna viste humildemente y no ostenta sus lujos excepto cuando se trata del bienestar de su nieta, por lo que cuando se encuentra con ella y sus amigos le gusta desplegar lujos y comodidades para que se diviertan.
Kumiko Kotoura (琴浦 久美子 Kotoura Kumiko?)
Seiyū: Kikuko Inoue
Kumiko Kotoura es la madre de Haruka. Ella inicialmente es bondadosa y cariñosa con Haruka, pero se vuelve más fría y despreciable gradualmente al no poder entender la habilidad especial de Haruka ni poder hacerle frente a las situaciones que involuntariamente son causadas por ella. La reacción inmediata que toma después de que imprudentemente Haruka desvelara tanto su infidelidad como la de su marido, es el distanciamiento emocional, terminando por abandonar a Haruka en casa de su abuelo, agrediéndola y encarándole que se arrepentía de haber permitido que naciera. Sus defectos morales y su debilidad de carácter hace que inicialmente rechace a Haruka y reniegue de ella. Sin embargo, conforme pasa el tiempo, se descubre que en realidad la abandonó por considerarse una madre débil y no poder protegerla; y se tortura por ello desde entonces. Este hecho hace que, poco a poco, se reconcilien y vuelvan a tener la relación que tuvieron tiempo atrás.
Oshō (和尚 Oshō?)
Seiyū: Yutaka Nakano
Es el alto sacerdote del santuario budista en la ciudad natal de Haruka, él es un gran amigo de la familia Kotoura. Su encuentro con Haruka por primera vez fue cuando ella tenía cinco años, al ser llevada por su madre a verle a la fuerza para que la exorcizara. Al ver el sufrimiento de ambas se hizo cercano a la familia y tras la ruptura y separación de la muchacha y sus padres se sintió responsable al no poder ayudarla, por lo que ha tomado un interés muy fuerte en el estudio de toda clase de habilidades psíquicas y fenómenos paranormales con el fin de lograr encontrar una solución al problema de Haruka, pese a que él considera la habilidad de Haruka un don y no lo contrario. Cuando Haruka fue abandonada por su madre le prometió que le ayudaría a reconciliarse con ella, por lo que intenta convencer a Kumiko que se reúna con su hija y mantiene contacto con ella.
Gantetsu Ishiyama (石山 巌鉄 Ishiyama Gantetsu?)
Seiyū: Takayuki Sugō
Gantetsu Ishiyama es un detective de la policía a cargo de un caso de agresiones en serie que se da en la zona y que solo afecta a las chicas de preparatoria. Parece estar familiarizado con el trabajo que desempeñó la madre de Yuriko y con los hechos ocurridos alrededor de su muerte, aunque él mismo es escéptico de las habilidades sobrenaturales las acepta como posibles después que Kotoura demuestra la veracidad de sus habilidades leyéndole la mente. Más adelante revela que fue él quien llevó la investigación sobre la muerte de la madre de Yuriko y que guarda cierto grado de remordimiento, ya que la policía temía verse afectada al reconocer que le pedían para resolver algunos casos, por lo que el departamento fingió ignorancia y se desligó de ella cuando comenzaron a desacreditarla. Por lo general suele regañar y golpear a su compañera y subordinada Tsukino ya que esta no se apega a los procedimientos y es bastante inepta, sin embargo tras revelarse su participación en los ataques demuestra que siente genuino aprecio por la joven y la considera su amiga.
Aki Tsukino (月野 亜紀 Tsukino Aki?)
Seiyū: Akeno Watanabe
Aki Tsukino es la subordinada de Ishiyama, ella es un poco torpe y golosa por lo general. Durante su infancia, fue intimidada mucho a causa de su estatura, muy por encima del promedio incluso para los chicos lo que la llevó a aprender defensa personal para defenderse, en lo que resultó sobresaliente, cosa que solo ahuyentó aún más a la gente de su edad; esto la llevó a desarrollar una segunda personalidad, completamente opuesta a la original, violenta, sádica y mezquina que se dedicaba a atacar a sus compañeras y en el presente a toda adolescente que mostrara poseer aquellas cosas que ella nunca tuvo en su infancia, ya fuera por aspecto o amistades.
Se descubre que Tsukino es en realidad la autora de los ataques en serie dados en la zona, bajo la influencia de su otra personalidad considerando como víctima final a Haruka debido a la envidia que le causa ver que incluso siendo telépata posee muchos amigos, recordándole constantemente lo que ella no tiene. Sin embargo, Haruka fue capaz de conseguir que Tsukino se libre de su personalidad violenta y termine entregándose a la justicia.

## Producción

### Manga
Manga Goccha ha publicado entre el 30 de julio de 2010 y el 26 de marzo de 2015 un total de siete volúmenes.
Digital Manga publica el manga para Estados Unidos, mientras que Tong Li Publishing Co., Ltd. lo hace para Taiwán.

#### Publicaciones
| Volumen | Fecha de publicación en Japón |
| ------- | ----------------------------- |
| 01      | 30 de julio de 2010           |
| 02      | 28 de noviembre de 2010       |
| 03      | 3 de septiembre de 2011       |
| 04      | 22 de febrero de 2013         |
| 05      | 31 de mayo de 2013            |
| 06      | Marzo de 2014                 |
| 07      | 22 de abril de 2015           |

### Kotōra-san: Haruka no Heya
El estudio Anime International Company realizó seis episodios cortos estrenados en Internet. En dichos episodios Kotōra introduce a los personajes principales de la serie:
1. Haruka Kotōra
2. Yoshihisa Manabe
3. Yuriko Mifune
4. Daichi Muroto
5. Hiyori Moritani
6. Haruka Kotōra, Yoshihisa Manabe, Yuriko Mifune, Daichi Muroto y Hiyori Moritani

### Anime
Una adaptación a anime a cargo de AIC Classic fue lanzada al aire entre el 11 de enero de 2013 y el 29 de marzo de 2013 y fue trasmitido simultáneamente por Crunchyroll. El tema apertura es "Sonna Koto Ura no Mata Urabanashi Desho?" (そんなこと裏のまた裏話でしょ? You Want To Hear the Story Behind the Backstory, Right??) por Megumi Nakajima mientras que el tema principal de cierre es "Kibō no Hana" (希望の花 Flower of Hope?) por Haruka Chisuga. El tema de cierre para el episodio cinco es "The ESP Club's Theme" (ESP研のテーマ Īesupī Ken no Tēma?) por Kana Hanazawa, Hisako Kanemoto, Jun Fukushima, Hiro Shimono y Yurika Kubo, mientras que el tema de cierre para el episodio seis es "Tsurupeta" (つるぺた Flat Chest?) por Kanemoto. Hay una canción de inserción en el episodio 11 titulado "Sunao" (素直?) cantada por Megumi Nakajima.

#### Episodios
Se emitieron 12 episodios, entre el 11 de enero de 2013 y el 29 de marzo de 2013, con una duración aproximada cada uno de 24 minutos.
| #  | Título                         |  |
| -- | ------------------------------ |  |
| 1  | «Kotoura-san y Manabe-kun»     |  |
| 2  | «El primer...»                 |  |
| 3  | «Tan feliz, tan divertido»     |  |
| 4  | «Mundo cambiante»              |  |
| 5  | «¿Paraíso escolar?»            |  |
| 6  | «¡Vacaciones de verano!»       |  |
| 7  | «En este mundo, yo...»         |  |
| 8  | «No es una cita»               |  |
| 9  | «Todos me rodean»              |  |
| 10 | «Pero tú no estás aquí»        |  |
| 11 | «Estar junto siempre a mi»     |  |
| 12 | «Las cosas que quiero decirte» |  |

#### Banda sonora
- Opening: "Sonna Koto Ura no Mata Urabanashi Desho? (そんなこと裏のまた裏話でしょ？)" por Megumi Nakajima.
- Endings:
  - "Kibou no Hana (希望の花)" por Haruka Chisuga (eps 1-4, 7-12).
  - "ESP Ken no Theme (ESP研のテーマ)" por ESP Kenkyuukai (Kana Hanazawa, Hisako Kanemoto, Jun Fukushima, Hiro Shimono y Yurika Kubo) (ep 5).
  - "Tsurupeta (つるぺた)" por Hisako Kanemoto (ep 6).